# St. Veit (Eußenheim)

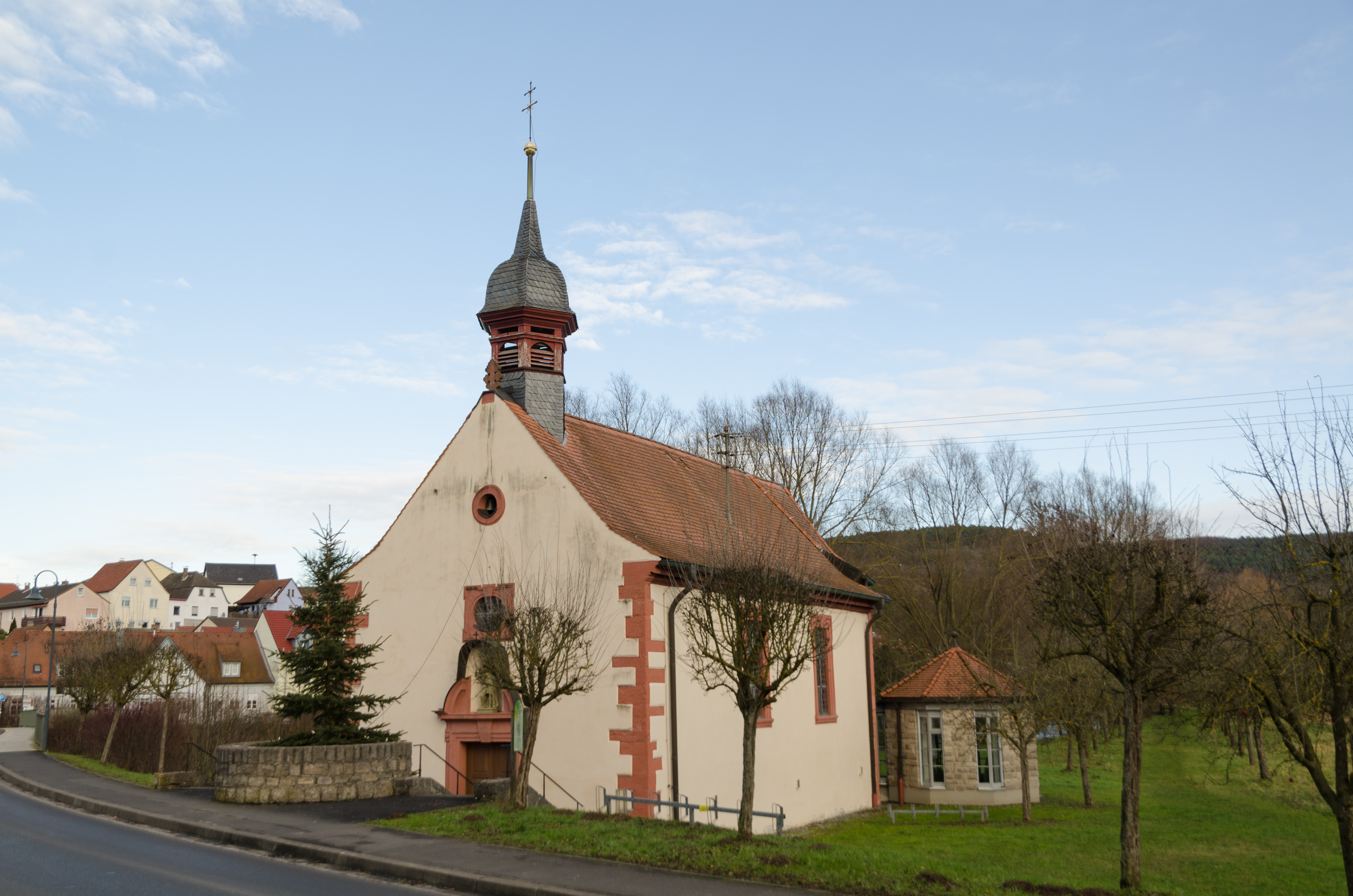
St. Veit (Eußenheim)

Die römisch-katholische Kapelle St. Veit ist ein Kirchengebäude in der Gemeinde Eußenheim im unterfränkischen Landkreis Main-Spessart in Bayern. Das denkmalgeschützte Bauwerk stammt aus dem 18. Jahrhundert. Das Gotteshaus ist der Pfarrei von St. Petrus und Marcellinus (Eußenheim) zugeordnet.

## Beschreibung
Der Vorgängerbau aus dem 13. Jahrhundert wurde durch Hochwasser ständig beschädigt. Deshalb wurde 1732 die barocke Saalkirche gebaut. Sie besteht aus einem Langhaus, aus dessen Satteldach sich im Westen ein sechseckiger, schiefergedeckter, mit einer Glockenhaube bedeckter Dachreiter erhebt, und einem eingezogenen Chor im Osten. In einer Wandnische über dem gesprengten Giebel des Portals steht die Statue des Schutzpatrons. Zur Kirchenausstattung aus der Bauzeit stammt der Hochaltar, der den Schutzpatron, den heiligen Veit und die Vierzehn Nothelfer zeigt. Der Altar beherbergt auch die Reliquien des Heiligen. Auf den Seitenaltären sind Johannes Nepomuk und Maria Immaculata aus dem späten 18. Jahrhundert dargestellt.